# Heeresflugplatz Fritzlar

i7
i11
i13
Der Heeresflugplatz Fritzlar (ICAO-Code: ETHF) bei der nordhessischen Stadt Fritzlar im Schwalm-Eder-Kreis wird seit 1957 von Heeresfliegern der Bundeswehr genutzt.

## Geschichte

### Wehrmacht und Zweiter Weltkrieg
Im Zuge der Aufrüstung der Wehrmacht im Dritten Reich legte die Luftwaffe in den Jahren 1935–1938 einen 300 Hektar großen Fliegerhorst in der Ederniederung südöstlich der Stadt an und benannte ihn nach Oswald Boelcke (1891–1916), einem bekannten deutschen Jagdflieger des Ersten Weltkrieges. Richtfest war am 17. September 1937, offizielle Indienststellung am 1. April 1938. Bereits ab März 1938 war der Platz Standort von Kampffliegern und 1944–1945 von Nachtjägern.
Der Stab des Kampfgeschwaders 254 (ab 1. Mai 1939 in Kampfgeschwader 54 umbenannt) zog am 14. März 1938 und dessen III. Gruppe (im November 1938 in I. Gruppe umbenannt) am 16. März mit ihren Heinkel He 111 P Maschinen ein. Zu Beginn des Zweiten Weltkriegs verließ das KG 54 Fritzlar; es kehrte nicht mehr zu seiner Heimatbasis zurück. Das Geschwader wurde durch seinen verheerenden Bombenangriff auf Rotterdam am 14. Mai 1940 bekannt.
Von August 1941 bis 1944 diente der Fliegerhorst als Zweigwerk der Dessauer Junkers Flugzeug- und Motorenwerke. Das Unternehmen baute Baracken zwischen dem Fliegerhorst und dem Bahnhof Fritzlar, um seine Zwangsarbeiter unterzubringen. Am 1. Oktober 1943 machte der Prototyp der neuen „Ju 352“ in Fritzlar seinen ersten Flug. Insgesamt wurden 44 dieser Maschinen in Fritzlar gebaut, ehe die Produktion wegen Materialmangels 1944 eingestellt wurde. Die Zerstörung der Edertalsperre am 17. Mai 1943 hatte keinen nachhaltigen Einfluss auf die Flugzeugfertigung; nur einige Baracken wurden beschädigt, und die Arbeiten waren schon nach wenigen Wochen wieder in vollem Gang. Erst im Oktober 1944 verließ Junkers den Fliegerhorst Fritzlar.
Von September 1944 bis März 1945 war die III. Gruppe des Nachtjagdgeschwaders 1 (III./NJG 1) mit Messerschmitt Bf 110 G und Junkers Ju 88 G in Fritzlar stationiert; der spätere Bundespräsident Walter Scheel war einer der jungen Piloten dieser Einheit. Im März 1945 wurde sie abgezogen und durch eine Schul-Staffel des Nachtjagdgeschwaders 101 ersetzt. Da aus Treibstoffmangel keine Pilotenausbildung möglich war, wurden die Flugausbilder jedoch schon nahezu sofort in Kampfstaffeln versetzt.
Die folgende Tabelle zeigt alle fliegenden aktiven Einheiten (ohne Schul- und Ergänzungsverbände) der Luftwaffe der Wehrmacht, die hier zwischen 1938 und 1945 stationiert waren.
| Von            | Bis           | Einheit                                                                                        |
| -------------- | ------------- | ---------------------------------------------------------------------------------------------- |
| November 1938  | April 1939    | I./KG 254 (I. Gruppe des Kampfgeschwaders 254)                                                 |
| Mai 1939       | August 1939   | Stab, I./KG 54                                                                                 |
| Oktober 1939   | November 1939 | Stab, I./KG 4                                                                                  |
| Oktober 1939   | Dezember 1939 | III./KG 3                                                                                      |
| Dezember 1939  | April 1940    | Stab/Aufkl.Gr. Ob.d.L. (Stab der Aufklärungsgruppe des Oberbefehlshabers der Luftwaffe)        |
| Dezember 1939  | Juni 1940     | 1.(F)/Aufkl.Gr. Ob.d.L. (1. Staffel der Aufklärungsgruppe des Oberbefehlshabers der Luftwaffe) |
| Mai 1940       | Mai 1940      | 1.(F)/Aufkl.Gr. 124 (1. Staffel der Fernaufklärungsgruppe 124)                                 |
| Oktober 1941   | November 1941 | I./LG 1 (I. Gruppe des Lehrgeschwaders 1)                                                      |
| Dezember 1941  | März 1942     | III./LG 1                                                                                      |
| April 1942     | April 1942    | 1.(F)/Aufkl.Gr. 22                                                                             |
| September 1944 | Januar 1945   | III./NJG 1 (III. Gruppe des Nachtjagdgeschwaders 1)                                            |
| Februar 1945   | März 1945     | 6./NJG 101 (6. Staffel des Nachtjagdgeschwaders 101)                                           |
| März 1945      | März 1945     | Stab/NAGr. 1 (Stab Nachtaufklärungsgruppe 1)                                                   |
| März 1945      | März 1945     | Nahaufkl.St. 13./14                                                                            |

### US-amerikanische Eroberung
Die nahezu unbeschädigten Anlagen und einige zurückgelassene Flugzeuge wurden am 30. März 1945 von Einheiten der US-amerikanischen 9th Infantry Division erobert. Von der USAAF wurde der Flugplatz als Advanced Landing Ground ALG Y-86 bezeichnet. Am 12. und 13. April 1945 verlegten Teile der amerikanischen 404th und 365th Fighter Group der United States Army Air Forces (USAAF) mit ihren P-47 „Thunderbolts“ nach Fritzlar und unterstützten von dort aus den weiteren Vormarsch der amerikanischen Truppen bis zur Elbe. Nach der deutschen Kapitulation wurden beide Einheiten Teil des IXth Air Defense Command.

### Nachkriegszeit
Nach dem Zweiten Weltkrieg wurde der Fliegerhorst zunächst von Besatzungstruppen genutzt.
Bis mindestens Ende April 1946 befand sich allerdings auch in einem Teil der Anlage ein von der UNRRA betriebenes DP-Lager für sogenannte Displaced Persons, in diesem Fall ehemalige Zwangsarbeiter. Im April 1946 war es noch mit rund 150 Personen belegt.

#### 1945 bis 1951: US-Amerikaner
In der Zeit bis Juni 1947 waren verschiedene Einheiten der US Army Air Forces auf der Army Air Force Station Fritzlar stationiert:
- 404th Fighter Group, 12. April–23. Juni 1945 (P-47 Thunderbolt)
- 365th Fighter Group, 13. April–29. Juli 1945 (P-47 Thunderbolt)
- 332d Bombardment Group, Juni–September 1945 (B-26 Marauder)
- Stab, IXth Tactical Air Command, 26. Juni–September 1945
- Stab, IXth Fighter Command, Juli–September 1945
- 370th Fighter Group, 6. August–September 1945 (P-47 Thunderbolt)
- 366th Fighter Group, 14. September 1945–20. August 1946 (P-47 Thunderbolt)
- 27th Fighter Group, 20. August 1946–25. Juni 1947 (P-47 Thunderbolt)
- 417th Night Fighter Squadron, 10. April 1946 – 19. August 1946 (P-61 Black Widow)

Schon im Herbst 1946 bezogen Teile des 14th US Constabulary Regiment (1948 umgegliedert und umbenannt in 14th Armored Cavalry Regiment) Quartier auf dem Fliegerhorst, und am 14. September 1947 wurden die Anlagen formell der US Army übergeben, die den Stab und das 1. Bataillon des 14th Armored Cavalry Regiment dort stationierte. Diese Streitkräfte gehörten zur United States Constabulary (USCON), der paramilitärischen Polizeitruppe der US Army in der amerikanischen Besatzungszone. Das 2. Bataillon lag in Schweinfurt, das 3. in Coburg, und die 24. Squad in Bad Hersfeld. 1951 verlegte auch das 1. Bataillon von Fritzlar nach Hersfeld, und als der Stab des Regiments 1952 nach Fulda umzog, endete die militärische Präsenz der Amerikaner in Fritzlar.
Während der Berliner Luftbrücke (Juni 1948–Mai 1949) diente Fritzlar als Funkfeuer und als Notlandeplatz für die aus den großen amerikanischen Luftstützpunkten in Wiesbaden (Wiesbaden Air Base) und Frankfurt am Main (Rhein-Main Air Base) fliegenden Rosinenbomber.

#### 1951–1956: Franzosen
Im August 1951 kamen französische Heerestruppen – Teile des im April 1951 in Koblenz neu gebildeten 5. Husaren-Regiments, zunächst mit leichten Panzern des Typs M24 Chaffee, ab 1954 mit AMX-13 Aufklärungspanzern – in die Kasernenanlagen, die nun in „Quartier General Lasalle“ umbenannt wurden. Sie wurden später abgelöst durch Teile der 3. Infanterie-Division.

## Bundeswehr

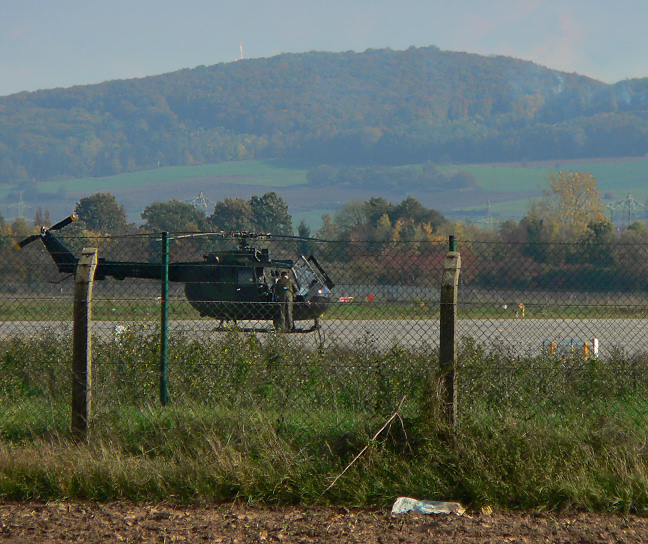
Bundeswehr-Hubschrauber Bo 105 auf dem Flugfeld

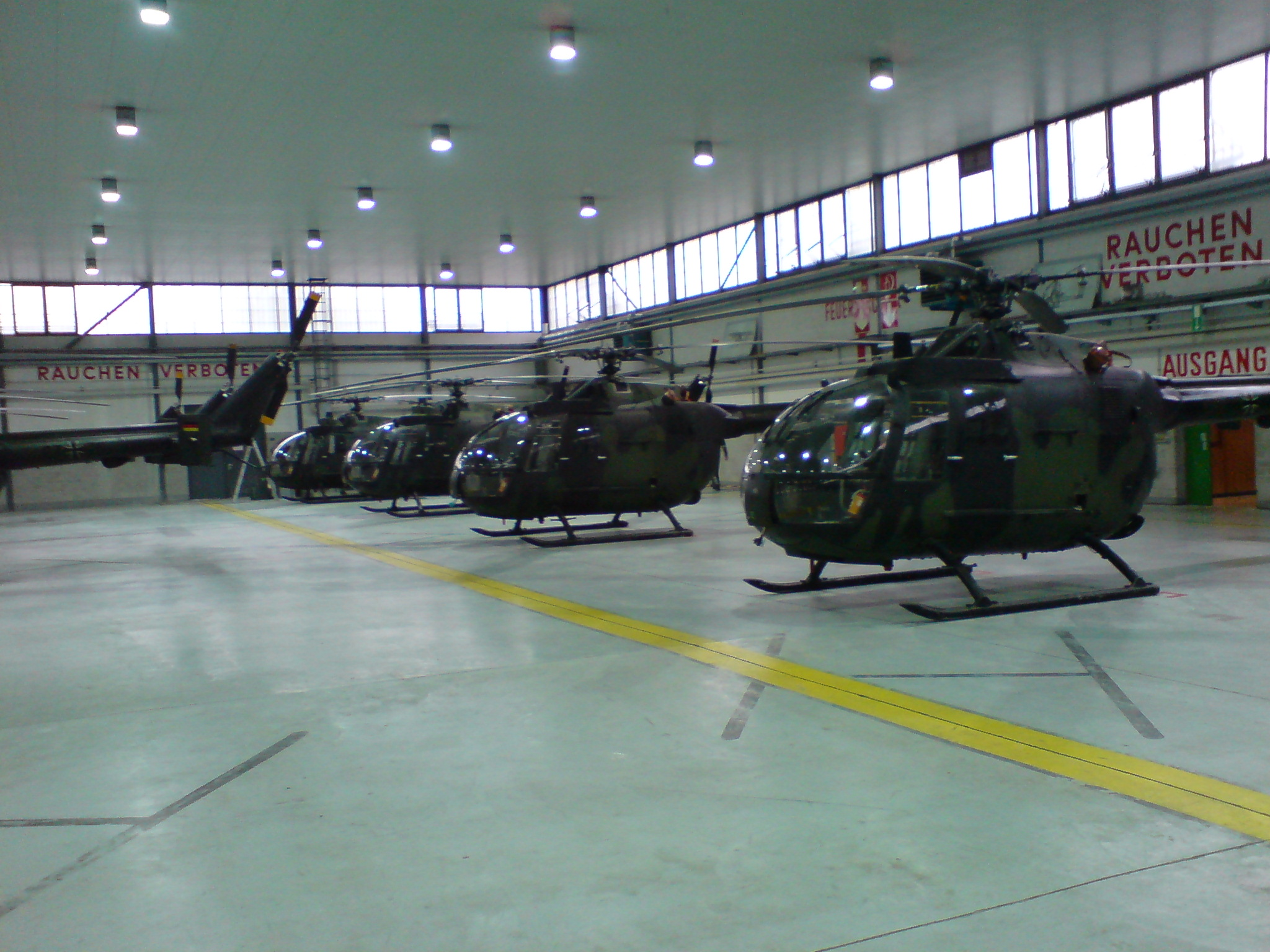
Bo 105 im Hangar 6, Oktober 2008

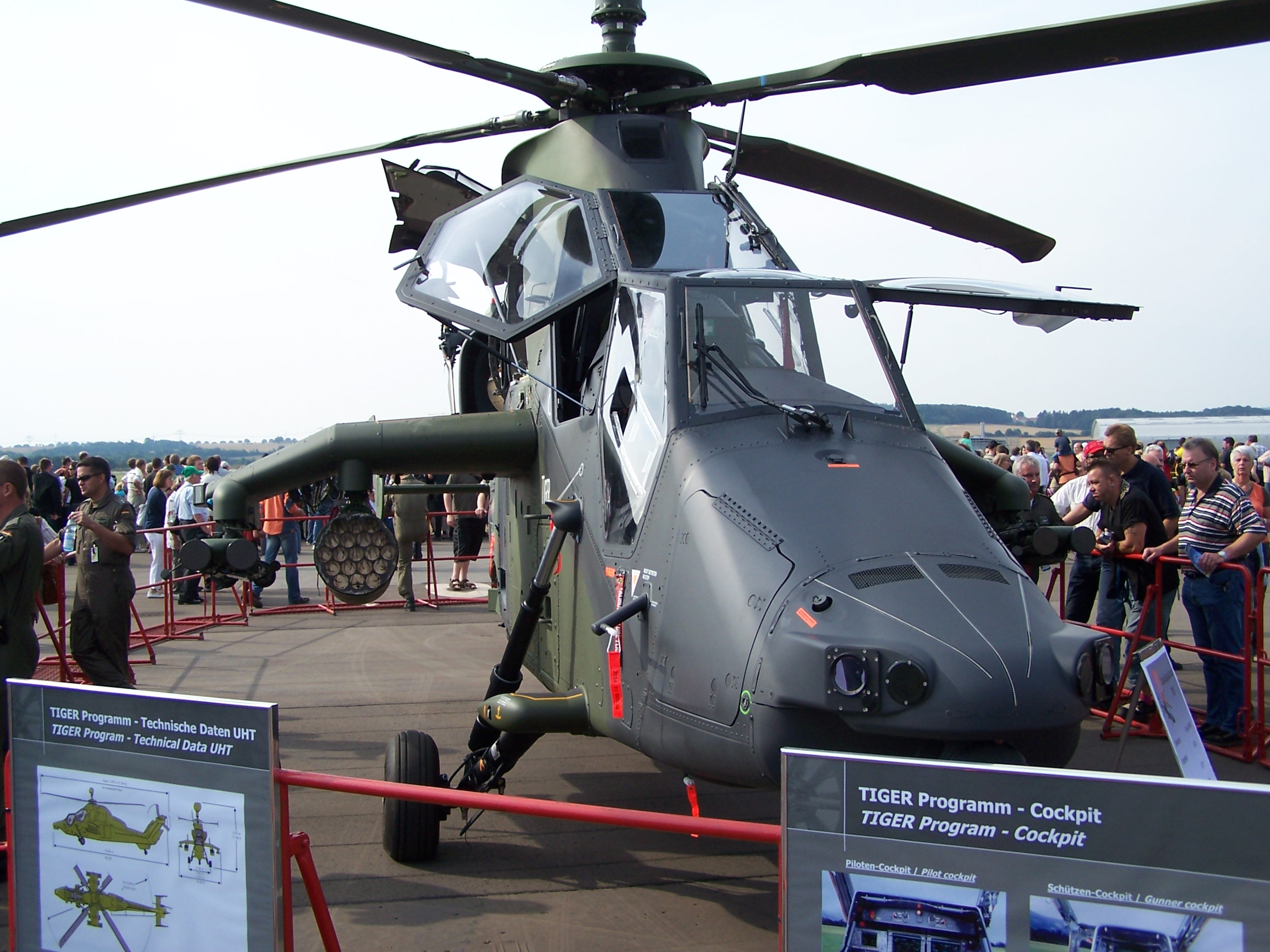
Eurocopter Tiger beim Tag der Offenen Tür, August 2008

Mit der Aufstellung der Bundeswehr 1956 zogen die Besatzungstruppen ab, und an ihrer Stelle zogen ein Grenadier- und ein Panzeraufklärungsbataillon der Bundeswehr sowie ab 1. Oktober 1957 auch noch Heeresflieger ein: die Heeresfliegerstaffeln 812 und 813 und die Heeresfliegertransportstaffel 822. Der Fliegerhorst wurde so zum Heeresflugplatz Fritzlar und war nach Niedermendig und zeitgleich mit Celle der zweite Heeresflugplatz, auf dem regelmäßiger Flugbetrieb herrschte; allerdings blieben auch weiterhin Bodentruppen dort stationiert. Darunter waren, bzw. sind:
- 1956–1992: Panzergrenadierbataillon 22 (1959 umbenannt in Panzergrenadierbataillon 53)
- 1956–1962: Panzeraufklärungsbataillon 5
- 1958–1972: Feldjägerdienstkommando Fritzlar
- 1958–1994: Heeresfliegerstaffel 2
- März 1959–Sept. 1961: Panzerartilleriebataillon 21[9]
- 1961–1971: Flugabwehrbataillon 2[10]
- 1963–1967, 1979–1996: Fernspähkompanie 300
- 1967–1994: Verteidigungskreiskommando 441
- 1971–1980: Leichtes Heeresfliegertransportregiment 30
- 1979–2002: Heeresfliegerregiment 36
- 1981–1994: Panzerpionierkompanie 50
- 1993–1996: 3./Instandsetzungsbataillon 310
- 1996–2002: Heeresfliegerausbildungsstaffel 8/IV und 8/V
- 2002–2012: Heeresfliegerstaffel 369
- 1996–heute: Standortsanitätszentrum Fritzlar
- 2001–2007: Facharztzentrum Fritzlar
- 2002–2007: Sanitätsleitzentrum 210
- 2002–heute: Kampfhubschrauberregiment 36 „Kurhessen“
- 2007–heute: Fachsanitätszentrum Fritzlar[11]

1964 wurde die bisherige „Flugplatz-Kaserne“ in „Georg-Friedrich-Kaserne“ umbenannt, zu Ehren des Feldmarschalls Georg Friedrich von Waldeck-Eisenberg (1620–1692).
1997 wurde in Fritzlar die Luftmechanisierte Brigade 1 in Dienst gestellt. Damit erhielt das Heer erstmals schnell verlegbare und luftbewegliche Infanteriekräfte.
2006 wurden im Zuge der Neuorganisation der Bundeswehr der Stab und die Stabskompanie der Luftbeweglichen Brigade 1 (zuvor LMechBrig 1), das zu dieser Brigade gehörende Kampfhubschrauberregiment 36 „Kurhessen“ sowie Teile des Jägerregiments 1 (luftbeweglich) in Fritzlar stationiert; diese Einheiten waren alle Teil der neuen Division Luftbewegliche Operationen. Das Kampfhubschrauberregiment 36 war zunächst mit Kampfhubschraubern des Typs Bo 105 ausgerüstet, und zwar sowohl in der Panzer-Abwehr-Version (Bo 105 P: „PAH-1“ und „PAH-1A1“) als auch in der VBH-Version (Verbindungs- und Beobachtungshubschrauber). Die Umrüstung auf den Eurocopter Tiger soll bis 2014 abgeschlossen sein.
Am 17. Dezember 2013 erfolgte die Außerdienststellung der Luftbeweglichen Brigade 1. Die verbleibenden Hubschrauberverbände des Heeres, das Transporthubschrauberregiment 10, das Transporthubschrauberregiment 30 und das Kampfhubschrauberregiment 36 in Fritzlar, wurden der Division Spezielle Operationen (am 1. Januar 2014 umbenannt in Division Schnelle Kräfte) in Stadtallendorf unterstellt. Die restlichen Truppenteile der Brigade wurden bis zum Jahresende 2013 außer Dienst gestellt.